# Прва лига СР Југославије у кошарци 2000/01.
Првенство СР Југославије у кошарци 2000/2001. је било десето првенство Савезне Републике Југославије у кошарци. Због спонзорског уговора лига је имала назив Винстон ЈУБА лига. Титулу је освојила Будућност.

## Клубови у сезони 2000/01.
| Клуб                | Град      | Дворана                  | Капацитет |
| ------------------- | --------- | ------------------------ | --------- |
| Беопетрол           | Београд   | Хала спортова у Београду | 5.000     |
| Борац Чачак         | Чачак     | Хала Борца крај Мораве   | 4.000     |
| Будућност           | Подгорица | Спортски центар Морача   | 4.300     |
| НИС Војводина       | Нови Сад  | СПЕНС                    | 7.022     |
| Здравље             | Лесковац  | СРЦ Дубочица             | 3.600     |
| Ловћен              | Цетиње    | Спортски центар Ловћен   | 1.500     |
| Партизан            | Београд   | Хала Пионир              | 8.150     |
| Раднички Југопетрол | Београд   | ЦКС Шумице               | 2.000     |
| Слога               | Краљево   | Хала спортова Краљево    | 1.500     |
| ФМП                 | Железник  | Дворана Железник         | 3.000     |
| Хемофарм            | Вршац     | Центар Миленијум         | 5.000     |
| Црвена звезда       | Београд   | Хала Пионир              | 8.150     |

## Преглед сезоне
- Тим Беобанке је у међусезони купила Нафтна индустрија Србије и преселила тим у Нови Сад, променивши му име у НИС Војводина.
- Крајем 2000. године убијен је кошаркаш Партизана Харис Бркић.
- Раднички је након две године нанео први пораз екипи подгоричке Будућности у домаћим такмичењима.

## Табела
|     | Тим                 | Игр. | Поб. | Изг. | П+   | П-   | П+/- | Бод |
| --- | ------------------- | ---- | ---- | ---- | ---- | ---- | ---- | --- |
| 1.  | Будућност           | 22   | 21   | 1    | 2036 | 1718 | +318 | 43  |
| 2.  | Партизан            | 22   | 15   | 7    | 1851 | 1797 | +54  | 37  |
| 3.  | ФМП Железник        | 22   | 14   | 8    | 1790 | 1715 | +75  | 36  |
| 4.  | Ловћен              | 22   | 13   | 9    | 1762 | 1747 | +15  | 35  |
| 5.  | Здравље             | 22   | 12   | 10   | 1874 | 1817 | +57  | 34  |
| 6.  | Хемофарм            | 22   | 10   | 12   | 1793 | 1777 | +16  | 32  |
| 7.  | Раднички Југопетрол | 22   | 10   | 12   | 1732 | 1754 | -22  | 32  |
| 8.  | НИС Војводина       | 22   | 9    | 13   | 1768 | 1873 | -105 | 31  |
| 9.  | Слога               | 22   | 9    | 13   | 1796 | 1854 | -58  | 31  |
| 10. | Црвена звезда       | 22   | 8    | 14   | 1788 | 1873 | -85  | 30  |
| 11. | Борац Чачак         | 22   | 6    | 16   | 1696 | 1848 | -152 | 28  |
| 12. | Беопетрол           | 22   | 5    | 17   | 1887 | 2000 | -113 | 27  |

Легенда:

## Разигравање за титулу (Плеј оф)
Четвртфинале се играло на две добијене, а полуфинале и финале на три добијене утакмице.

### Четвртфинале
Први пар:
| 21. 4. 2001. |  | Ловћен | 98 : 89 | Здравље | Спортски центар Ловћен, Цетиње |  |

| 23. 4. 2001. |  | Здравље | 74 : 78 | Ловћен | СРЦ Дубочица, Лесковац |  |

Други пар:
| 21. 4. 2001. |  | Будућност | 116 : 66 | НИС Војводина | Спортски центар Морача, Подгорица |  |

| 23. 4. 2001. |  | НИС Војводина | 89 : 99 | Будућност | СПЕНС, Нови Сад |  |

Трећи пар:
| 21. 4. 2001. |  | ФМП | 84 : 81 | Хемофарм | Дворана Железник, Београд |  |

| 23. 4. 2001. |  | Хемофарм | 76 : 74 | ФМП | Центар Миленијум, Вршац |  |

| 26. 4. 2001. |  | ФМП | 85 : 88 | Хемофарм | Дворана Железник, Београд |  |

Четврти пар:
| 21. 4. 2001. |  | Партизан | 75 : 85 | Раднички Југопетрол | Хала Пионир, Београд |  |

| 23. 4. 2001. |  | Раднички Југопетрол | 86 : 89 | Партизан | ЦКС Шумице, Београд |  |

| 26. 4. 2001. |  | Партизан | 92 : 72 | Раднички Југопетрол | Хала Пионир, Београд |  |

### Полуфинале
Први пар:
| 29. 4. 2001. |  | Будућност | 99 : 67 | Ловћен | Спортски центар Морача, Подгорица |  |

| 1. 5. 2001. |  | Будућност | 92 : 86 | Ловћен | Спортски центар Морача, Подгорица |  |

| 4. 5. 2001. |  | Ловћен | 70 : 82 | Будућност | Спортски центар Ловћен, Цетиње |  |

Други пар:
| 29. 4. 2001. |  | Партизан | 86 : 83 | Хемофарм | Хала Пионир, Београд |  |

| 1. 5. 2001. |  | Партизан | 73 : 66 | Хемофарм | Хала Пионир, Београд |  |

| 4. 5. 2001. |  | Хемофарм | 69 : 71 | Партизан | Центар Миленијум, Вршац |  |

### Финале
| 13. 5. 2001. |                                       | Будућност | 92 : 73  | Партизан | Спортски центар Морача, Подгорица Гледаоци: 4,000 Судије: Бубало, Нешковић |  |
| 13. 5. 2001. | Четвртине: 23-11, 24-21, 26-15, 19-26 |           |          |          | Спортски центар Морача, Подгорица Гледаоци: 4,000 Судије: Бубало, Нешковић |  |
| 13. 5. 2001. | Поени: Ракочевић 25                   |           | Чанак 19 |          | Спортски центар Морача, Подгорица Гледаоци: 4,000 Судије: Бубало, Нешковић |  |

| 15. 5. 2001. |                                       | Будућност | 87 : 70      | Партизан | Спортски центар Морача, Подгорица Гледаоци: Шутуловић, Милојковић Судије: 3,500 |  |
| 15. 5. 2001. | Четвртине: 22-16, 26-25, 24-10, 15-19 |           |              |          | Спортски центар Морача, Подгорица Гледаоци: Шутуловић, Милојковић Судије: 3,500 |  |
| 15. 5. 2001. | Поени: Ракочевић 19                   |           | Булатовић 16 |          | Спортски центар Морача, Подгорица Гледаоци: Шутуловић, Милојковић Судије: 3,500 |  |

| 18. 5. 2001. |                                       | Партизан | 90 : 76      | Будућност | Хала Пионир, Београд Гледаоци: 3,700 Судије: Бубало, Нешковић |  |
| 18. 5. 2001. | Четвртине: 13-24, 30-13, 19-18, 28-21 |          |              |           | Хала Пионир, Београд Гледаоци: 3,700 Судије: Бубало, Нешковић |  |
| 18. 5. 2001. | Поени: Берић 20                       |          | Ракочевић 12 |           | Хала Пионир, Београд Гледаоци: 3,700 Судије: Бубало, Нешковић |  |

| 20. 5. 2001. |                                       | Партизан | 93 : 76                | Будућност | Хала Пионир, Београд Гледаоци: 5,500 Судије: Белошевић, Димитријевић |  |
| 20. 5. 2001. | Четвртине: 26-17, 21-14, 29-18, 17-27 |          |                        |           | Хала Пионир, Београд Гледаоци: 5,500 Судије: Белошевић, Димитријевић |  |
| 20. 5. 2001. | Поени: Берић 30                       |          | Ракочевић, Вукчевић 13 |           | Хала Пионир, Београд Гледаоци: 5,500 Судије: Белошевић, Димитријевић |  |

| 23. 5. 2001. |                                      | Будућност | 103 : 75     | Партизан | Хала Пионир, Београд Гледаоци: 5,000 Судије: Јовчић, Војиновић |  |
| 23. 5. 2001. | Четвртине: 21-20, 30-9, 24-19, 28-27 |           |              |          | Хала Пионир, Београд Гледаоци: 5,000 Судије: Јовчић, Војиновић |  |
| 23. 5. 2001. | Поени: Томашевић 21                  |           | Булатовић 22 |          | Хала Пионир, Београд Гледаоци: 5,000 Судије: Јовчић, Војиновић |  |

| Првак СР Југославије 2000/01. |
| ----------------------------- |
| Будућност                     |

## Састави тимова
| Екипа         | Играчи | Тренер                           |
| ------------- | --- | -------------------------------- |
| Будућност     | Бојан Бакић, Александар Павловић, Дејан Радоњић, Игор Ракочевић, Благота Секулић, Драган Вукчевић, Балша Радуновић, Владимир Кузмановић, Дејан Милојевић, Дејан Томашевић, Миленко Топић, Џером Џејмс                                                                 | Богдан Тањевић                   |
| Партизан      | Вуле Авдаловић, Веселин Петровић, Александар Гајић, Мирко Ковач, Драган Марковић, Мирослав Берић, Ратко Варда, Александар Глинтић, Ненад Крстић, Никола Булатовић, Бранко Милисављевић, Ненад Чанак                                                                   | Дарко Русо                       |
| ФМП Железник  | Димитрије Матић, Вукашин Мандић, Иван Зороски, Младен Шекуларац, Ненад Пиштољевић, Владимир Радмановић, Марко Пековић, Александар Смиљанић, Горан Николић, Нинослав Марјановић, Огњен Ашкрабић, Драган Тимотић                                                        | Ацо Петровић                     |
| Ловћен        | Слободан Тошић, Радовић, Небојша Богавац, Перовић, Ђуро Остојић, Миловић, Вучуровић, Пековић, Ђукановић, Ивановић, Кривокапић, Ђурић. | Миодраг Кадија                   |
| Хемофарм      | Зоран Поповић, Драган Јанковски, Андрија Ћирић, Иван Стефановић, Стеван Пековић, Саша Савић, Ђорђе Ђого, Драгољуб Видачић, Лука Вучинић, Александар Зечевић, Марко Ивановић, Марко Бркић.                                                                             | Жељко Лукајић                    |
| Здравље       | Миљан Павковић, Мишовић, Данковић, Станковић, Слободан Митић, Вуковић, Ћалетић, Ћурчић, Топуђ, Цветковић, Драган Дојчин, Марковић. |                                  |
| Раднички      | Владимир Драгутиновић, Предраг Јоксимовић, Стеван Нађфеји, Петар Божић, Александар Нађфеји, Горан Ћакић, Александар Шубара, Марко Кијац, Пековић, Вујичић, Мајсторовић, Андрија Црногорац                                                                             | Душко Вујошевић                  |
| Црвена звезда | Милош Вујанић, Милан Прековић, Слободан Шљиванчанин, Владимир Радмановић, Владимир Тица, Саша Братић, Милутин Алексић, Саша Стефановић, Петар Поповић, Демијан Фишбек, Дејан Мишковић, Горан Савановић, Душан Јелић, Недељко Ашћерић, Владимир Ђокић, Владимир Цветић | Стеван Караџић, Мирослав Николић |
| Беопетрол     | Душан Кецман, Жарко Чабаркапа, Јован Копривица | Слободан Клипа                   |

## Статистички најбољи играчи

### Поени
| Поз. | Играч          | Клуб                | Просек |
| ---- | -------------- | ------------------- | ------ |
| 1.   | Мирослав Берић | Партизан            | 22.8   |
| 2.   | Златко Болић   | НИС Војводина       | 22.0   |
| 3.   | Стеван Нађфеји | Раднички Југопетрол | 20.0   |
| 4.   | Милош Вујанић  | Црвена звезда       | 18.5   |
| 5.   | Стеван Пековић | Хемофарм            | 18.4   |

### Скокови
| Поз. | Играч            | Клуб                | Просек |
| ---- | ---------------- | ------------------- | ------ |
| 1.   | Дејан Томашевић  | Будућност           | 11.2   |
| 2.   | Огњен Ашкрабић   | ФМП Железник        | 11.2   |
| 3.   | Никола Булатовић | Партизан            | 10.5   |
| 4.   | Душан Кецман     | Беопетрол           | 10.4   |
| 5.   | Стеван Нађфеји   | Раднички Југопетрол | 9.9    |

### Асистенције
| Поз. | Играч            | Клуб          | Просек |
| ---- | ---------------- | ------------- | ------ |
| 1.   | Зоран Нишавић    | Здравље       | 3.9    |
| 2.   | Драгољуб Видачић | Хемофарм      | 3.8    |
| 3.   | Милош Вујанић    | Црвена звезда | 3.4    |
| 4.   | Мирослав Берић   | Партизан      | 3.2    |
| 5.   | Огњен Ашкрабић   | ФМП Железник  | 3.1    |